# Астильба китайская
Асти́льба кита́йская, или Асти́льбе кита́йская (лат. Astilbe chinensis) — вид многолетних травянистых растений из рода Астильба (Астильбе) семейства Камнеломковые.

## Биологическое описание
Стебель гладкий, высотой 50—100 см.
Листья дважды- или триждыперистые, овальные или овально-удлинённые, по краю крупно- и неравномено-пильчатые, длиной 2,5—3,5 см.
Цветки сиренево-розовые, многочисленные, собраны в верхушечные узкие метёлковидные соцветия. Тычинки короче лепестков, с тёмно-голубыми пыльниками и фиолетовыми тычиночными нитями.

## Распространение и экология
Произрастает в Приморском крае, Японии, Китае и Корее.

## Химический состав растительного сырья
Корневища содержат флавоноиды (астильбин), изокумарины (бергенин), в надземной части и цветках — флавоноиды (кверцитрин, 3-рамнозид мирицетина), в листьях — фенолкарбоновые кислоты (салициловая, 2,3-дигидроксибензойная), кумарины (гидрангетин, эллаговая кислота), флавониды (кверцетин, кемпферол), цианогенные соединения, лейкоантоцианы (лейкоцианидин, лейкодельфинидин).

## Использование
Хороший медонос и перганос.
Декоративное растение.
В Китае астильбе используют в пищу в качестве приправы к мясным блюдам.
В китайской медицине листья растения используют как тонизирующее, при болезнях почек, в качестве гипотензивного средства.